# Orsippos z Megary
Orsippos z Megary (gr. Όρσιππος ο Μεγαρεύς) – starożytny biegacz z Megary, zwycięzca olimpijski w stadionie – biegu na dystansie jednego stadionu – podczas XV igrzysk olimpijskich w 720 p.n.e.
O zwycięstwie Orsipposa wspomina grecki geograf Pauzaniasz w swoim traktacie Wędrówki po Helladzie. Podczas biegu zsunęła mu się przepaska i do mety dobiegł nago.